# Arthur Junghans

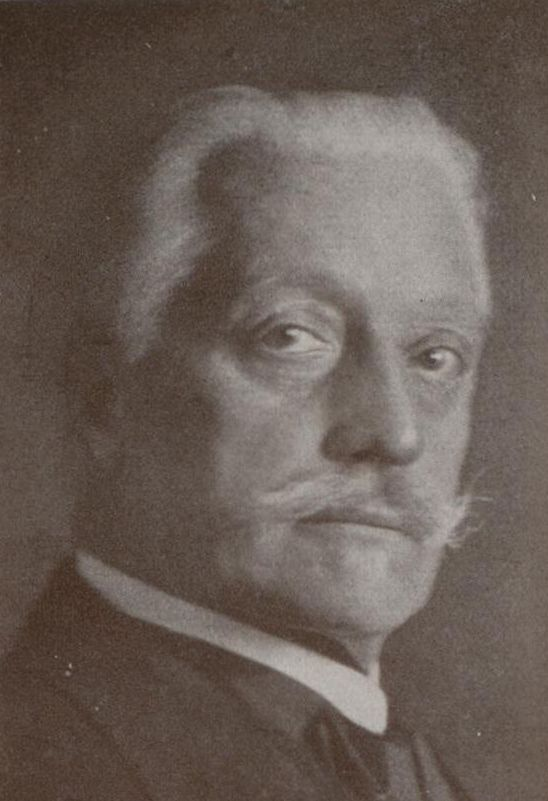
Arthur Junghans

Arthur Junghans (* 19. Oktober 1852 in Schramberg; † 30. Januar 1920 ebenda) war ein deutscher Unternehmer in der Uhrenfabrik Junghans.

## Leben
Der Sohn von Erhard Junghans (1823–1870) machte eine zweijährige Uhrmacherlehre und besuchte anschließend die Gewerbeschule Stuttgart. 1870 stand er im Deutsch-Französischen Krieg als Kriegsfreiwilliger, Unteroffizier und Offizieranwärter vor Paris, als er vom Regimentsarzt die Nachricht vom Tod seines Vaters erfuhr und nach Schramberg zurückkehrte. Sein Onkel Xaver kehrte Ende 1871 in die USA zurück.
Auf Anordnung seiner Mutter Luise Junghans-Tobler, die zwischenzeitlich mit Paul Landenberger, dem Mann ihrer Tochter Frida, das Unternehmen Junghans leitete, verdingte er sich unter falschem Namen 1872/1873 in US-amerikanischen Fabriken u. a. als Putzhilfe, Schreiner, Schnitzer, Schmied, Schlosser und Lithograf. Er kehrte im Herbst 1873 nach Schramberg zurück, erhielt zusammen mit seinem Schwager Paul Landenberger Prokura und begann, den Betrieb im Schwarzwald nach amerikanischem Vorbild neu zu organisieren. Gegen den massiven Widerstand der Belegschaft setzte Junghans amerikanische Arbeitsmethoden durch.
Am 24. September 1874 heiratete Junghans Marie Luise geb. Hauff. Die gemeinsame Tochter Erika (* 3. April 1884 in Schramberg; † 13. August 1907 in Stuttgart) heiratete 1906 Albrecht Gustav Melchior von Zeppelin (1869–1952). Sein Enkel, Kurt Albrecht Melchior (1907–1988) wurde als Ingenieur Betriebsdirektor bei Junghans.
Die Mutter Luise Junghans verkaufte zum 1. Juli 1875 das Unternehmen Junghans an die Brüder Erhard d. J. (1849–1923) und Arthur Junghans. Sie bestimmte, dass die betriebswirtschaftliche wie auch die technische Leitung dem Bruder Erhard obliegen sollte.
Junghans' jüngste Schwester Anne heiratete im Oktober 1878 den Zürcher Eisenhändler Otto Pestalozzi, der Arthur Junghans im Februar 1879 ein Darlehen gewährte.
Auf den Namen von Arthur Junghans wurden eine Vielzahl an Patenten angemeldet; es ist allerdings zu vermuten, dass er die Konstruktionen nur finanziert hat. So erwarb Junghans 1879 das Patent für eine Uhr mit Kalenderwerk. Besonders erfolgreich entwickelte sich das Weckerwerk 10, das von 1879 bis 1936 produziert wurde. 1894 engagierte er Albert Hirth, der die Uhrenproduktion verbesserte.
Sein Bruder Erhard schied 1897 aus dem Unternehmen aus.
Nachdem er um 1894 einen Daimler-Wagen erworben hatte, unternahm er um 1900 mit Gottlieb Daimler die erste Auto-Bergfahrt auf den Feldberg. Als bei einer weiteren Fahrt nach Zürich wegen einer defekten Benzinleitung Wilhelm Maybachs Kleidung wohl am heißen Glühkopf Feuer gefangen hatte, rettete Junghans ihn, indem er ihn ins Wasser warf. Daraufhin schlug er Daimler eine elektrische Zündung vor, mit deren Ausführung Daimler  Robert Bosch beauftragte. Nachdem eine weitere missglückte Fahrt im Misthaufen geendet hatte, weil die Hebellenkung bei erhöhter Geschwindigkeit versagte, erfand Junghans das Schneckengewinde für Lenkungen.
Die ersten von 1886 bis 1890 bei Junghans gefertigten Taschenuhren liefen nur ungenau. 1900 wurde die Uhrenfabrik der Gebrüder Junghans mit der Fabrik von Thomas Haller in Schwenningen vereinigt und in eine Aktiengesellschaft umgewandelt; dieses Unternehmen war nun eine der größten Uhrenfabriken der Welt. Die aus 53 Gebäuden bestehende Schramberger Zentrale hatte ständig über 3200 Maschinen in Tätigkeit und beschäftigte über 2400 Arbeiter. 1905 kam der erste mechanische Zeitzünder auf den Markt. 1907 mischte man Zinksulfid mit Radium und erfand so die Leuchtmasse für Ziffern und Zeiger. So war die Zeit auf Junghans-Weckern auch nachts ohne Lichtquelle ablesbar.
1910–1911 ließ Arthur Junghans nach Plänen der Stuttgarter Architekten Paul Schmohl und Georg Stähelin die Villa Gut Berneck errichten. Nachdem Junghans bereits den Ehrentitel Kommerzienrat und später Geheimer Kommerzienrat sowie die Ehrendoktorwürde (als Dr.-Ing. E. h.) verliehen bekommen hatte, wurde er im September 1917 zum Ehrenbürger von Schramberg ernannt.
Junghans war auch kommunalpolitisch tätig. Als Vertreter der NLP kandidierte er bei der Reichstagswahl 1903 im Reichstagswahlkreis Königreich Württemberg 8. Die Württembergische Zentrumspartei sah als vordringliches Ziel, die Wahl von Junghans zu vermeiden, da dieser sich als Kommunalpolitiker den Zorn des Zentrums zugezogen hatte. Um zu vermeiden, dass es eine Stichwahl Junghans gegen einen Zentrumskandidaten gab (den Junghans aufgrund der konfessionellen Struktur des Wahlkreises gewonnen hätte), stellte das Zentrum zwei Kandidaten, damit sichergestellt war, dass das Zentrum nicht die Stichwahl erreichen würde. Dies wurde in den Zeitungen als "Offene Verhöhnung des Wahlrechts" kritisiert. Junghans kam in die Stichwahl, konnte sich aber nicht gegen einen linksliberalen Kandidaten durchsetzten, der von SPD und Zentrum unterstützt wurde.